# Liste der Vertriebenendenkmale in der Slowakei
Diese Liste der Vertriebenendenkmale in der Slowakei verzeichnet die Vertriebenendenkmale in der Slowakei.

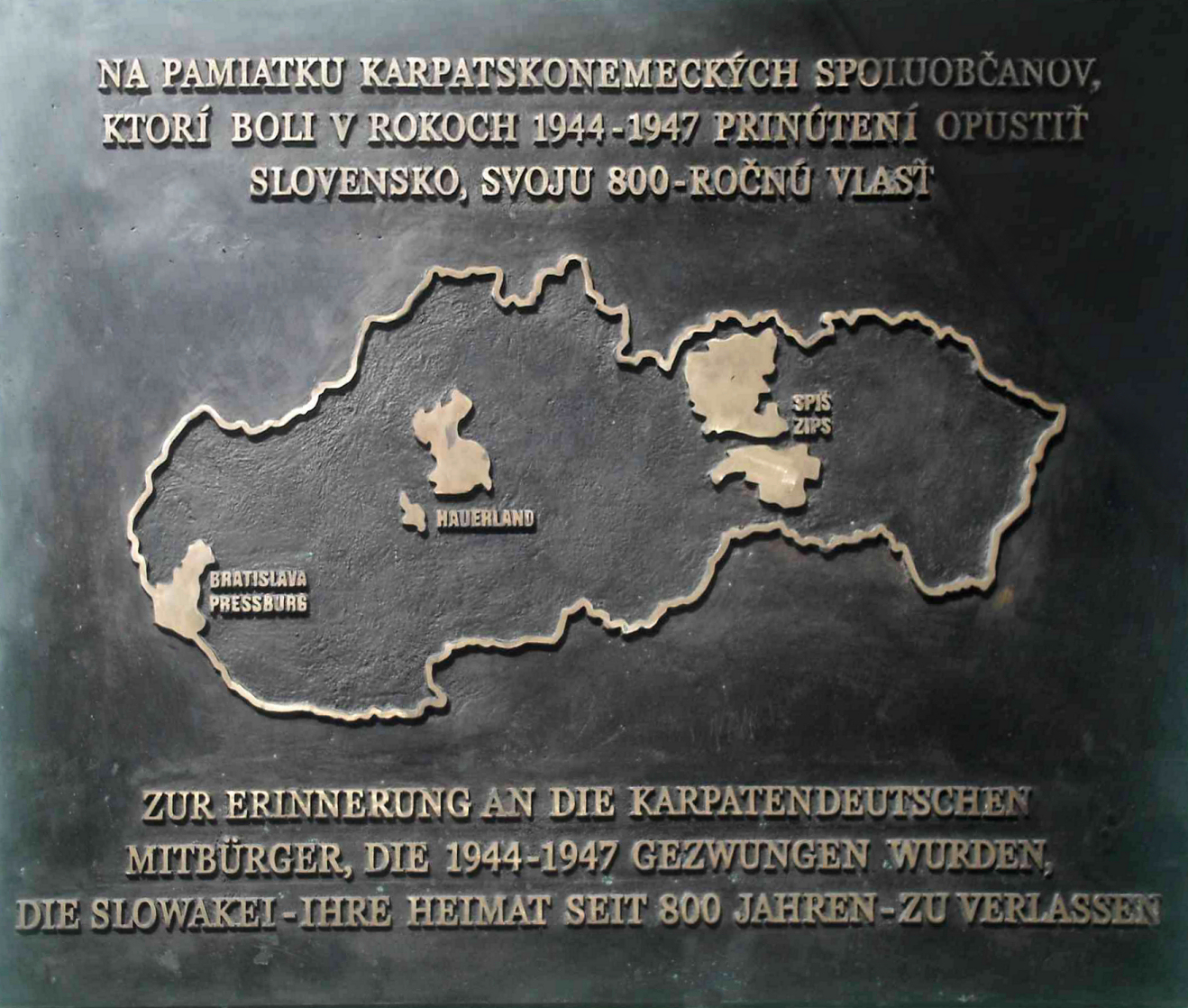
Gedenktafel am Slowakischen Nationalmuseum in Bratislava für die vertriebenen Karpatendeutschen

## Liste
- Bratislava (Pressburg), Gedenktafel am Slowakischen Nationalmuseum – Museum der Karpatendeutschen Kultur (2006): „Zur Erinnerung an die karpatendeutschen Mitbürger, die 1944–1947 gezwungen wurden, die Slowakei – ihre Heimat seit 800 Jahren – zu verlassen.“
- Sklené – Massaker von Glaserhau